# Danilo Dončić
Danilo Dončić (em cirílico: Данило Дончић}}; (Vranje, 20 de agosto de 1969 – Sófia, 1 de maio de 2024) foi um futebolista e treinador de futebol sérvio. Em 2015 foi o técnico do Ethnikos Achnas, do Chipre.

## Vida pessoal
Dončić nasceu na cidade de Vranje, na época em que a Sérvia fazia parte da antiga Iugoslávia, mas passou a maior parte de sua vida em Belgrado. Iniciou sua carreira nas categorias de base do FK Beograd antes de ingressar em seu primeiro time profissional, o FK Rudar Prijedor, disputando a segunda divisão iugoslava.

## Carreira

### Jogador
Após o FK Rudar Prijedor, Dončić continuou sua carreira nos clubes sérvios FK Napredak Kruševac e FK Čukarički Stankom, retornando então ao FK Beograd. Fazendo boa parte de sua carreira futebolística em sua terra natal, Dončić decidiu navegar águas internacionais aceitando convite do Valletta Malta onde venceu todas as competições nacionais possíveis e foi o principal artilheiro de Malta, quebrando o recorde de 32 gols em uma única temporada no Campeonato Maltês. Deixou o clube para atuar no Lokomotiv Sofia, principal equipe da Bulgária, seguindo depois para o Imortal DC, de Portugal. Retornou a Malta pelo Sliema Wanderers F.C., onde venceu três campeonatos da liga e uma Copa nacional. Naqueles anos de seu maior sucesso, Dončić foi três vezes artilheiro da Liga Maltesa. No total, atuou por 8 anos naquele país, com um recorde de 196 jogos e 151 gols marcados. Em maio de 2006, aos 37 anos, após uma grave contusão, decidiu aposentar-se dos gramados.

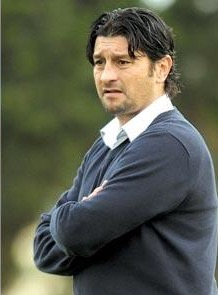
Danilo Doncic durante uma partida

### Treinador
Após a aposentadoria como jogador, Dončić decidiu se concentrar em uma nova carreira como técnico, logo começando a treinar a equipe maltesa do San Gwann FC, em 2006. Na temporada seguinte assinou com o Floriana FC, também de Malta, alcançando o quinto lugar na Liga Maltesa e semifinalista da Copa de Malta.
Seguidamente a esta conquista, Dončić foi convidado por um dos principais treinadores da Sérvia, Dragan Okuka, para ser seu assistente no PFC Lokomotiv Sofia, onde havia jogado anteriormente.  Posteriormente, Okuka e Dončić mudaram-se para o Kavala, da primeira divisão do Campeonato Grego. Depois de algum tempo, Okuka demitiu-se mas Dončić continuou no clube grego, agora ao lado de Henryk Kasperczak, até o ano de 2011. Dončić foi convidado pelo Sliema Wanderers F.C. para o posto de técnico principal e retornou a Malta para assumir sua ex-equipe. Ocupou este cargo entre Fevereiro de 2011 e Maio de 2012. Dirigiu ainda o Tarxien Rainbows (2012-2013), o Mosta F.C. (2013–2014) e o St. Andrews F.C. (2014), todos em Malta. Com o início da nova temporada, decidiu aceitar a oferta do Al-Najma, do Barém, onde ficou até 2015,  quando assumiu o Ethnikos Achnas, do Chipre.

## Morte
Dončić morreu em 1 de maio de 2024, aos 54 anos, em Sófia devido a um ataque cardíaco.

## Títulos*
- Todos como jogador

Valletta
- Premier League Maltesa: 1997
- FA Trophy de Malta: 1995, 1996, 1997

Sliema Wanderers
- Premier League Maltesa: 2003, 2004, 2005
- FA Trophy de Malta: 2004